# Interacció agòstica
Interacció agòstica és la interacció d'un metall de transició coordinadament insaturat amb un enllaç CH, quan els dos electrons involucrats en l'enllaç CH entren a l'orbital d buit del metall, resultant en un enllaç de tres centres i dos electrons.